# كورنوفسك
كورنوفسك (بالروسية: Кореновск) هي إحدى مدن روسيا في الكيان الفدرالي الروسي كراسنودار كراي.